# Julian Brandt (fotbollsspelare)
Julian Brandt, född 2 maj 1996 i Bremen, är en tysk fotbollsspelare som spelar för Borussia Dortmund.

## Klubbkarriär
Som junior spelade Brandt för SC Borgfeld, FC Oberneuland och VfL Wolfsburg. Brandt anses vara en av de största talangerna i Tyskland.
Den 12 december 2013 värvades Brandt av Bayer Leverkusen, där han skrev på ett kontrakt till 2019. Brandt debuterade i Bundesliga den 15 februari 2014 i en 2–1-förlust mot Schalke 04, där han byttes in i den 82:a minuten mot Son Heung-Min. Tre dagar senare gjorde han sin debut i Champions League mot Paris Saint-Germain. Den 4 april 2014 gjorde han sitt första mål för Bayer Leverkusen i en 2–1-förlust mot Hamburg.
Den 22 maj 2019 värvades Brandt av Borussia Dortmund, där han skrev på ett femårskontrakt. I april 2023 förlängde Brandt sitt kontrakt i klubben fram till sommaren 2026.

## Landslagskarriär
I november 2022 blev Brandt uttagen i Tysklands trupp till VM 2022.